# Islas Dunay
Las islas Dunay (del ruso: Острова Дунай) es un grupo de pequeñas islas costeras de Rusia localizadas cerca de la desembocadura del río Lena, en el mar de Láptev.
Las islas Dunay forman un grupo compacto, sus formas son muy irregulares con bordes estrechos y algunas de forma alargada. Las islas del grupo son:
- Dunaj-Aryta (Дунай-Арыта), la isla principal, de 16 km y una anchura máxima de 8 km;
- Egorša (Егорша), al este de Dunaj-Aryta;
- Lepëškalabyt-Bël’këë (Лепёшкалабыт-Бёлькёё), al noreste.

El área donde se encuentran estas islas está sujetas al mal tiempo del Ártico. Las islas están cubiertas de hielo nueve meses al año, aunque hay algunas donde el frío no es tan drástico.
Las islas están bajo la administración de República de Sajá de la Federación de Rusia.